# Kloster Smilheim
Das ehemalige Zisterzienserkloster Smilheim (auch: Kloster Vizovice; deutsch auch Kloster Wisowitz; lateinisch Rosa Mariae) befand sich bei Vizovice in Mähren (heute Okres Zlín in Tschechien). Es wurde zu Ehren „Rosa Mariae“ (Růže Mariina) geweiht und bestand von 1261 bis 1484/85. 

## Geschichte
Das Kloster Smilheim wurde 1261 von Smil von Zbraslav und Střílky, dem Burggrafen von Brumov, gegründet. Er stattete es mit Ländereien aus und nannte es „Kloster Smilheim“. Die Güterschenkung wurde von Papst Alexander IV. bestätigt. 1262 wurde es mit einem Konvent aus dem Kloster Velehrad besiedelt und gehörte dadurch der Filiation von Kloster Morimond an. Da Smil und seine Frau Bohuvlasta keine Nachkommen hatten, wiesen sie 1267 mit Genehmigung des Königs Ottokar II. Přemysl dem Kloster weitere Ländereien zu. Nach Smils Tod 1273 übernahm das Patronat über das Kloster Gerhard von Zbraslav und Obřany († 1291), der ein Sohn von Smils Bruder Boček von Jaroslavice und Zbraslav war. Nach dem Erlöschen von Bočeks Stammlinie mit Smil von Obřany 1312 ging das Patronat an die Herren von Leipa über.
Die Lage nahe der ungarischen Grenze am Wlarapass war dem Kloster nicht günstig. Nachdem es vom Trenčíner Burgherrn Matthäus (III.) Csák zerstört worden war, forderte Jindřich/Heinrich von Leipa vom Zisterzienser-Generalkapitel eine Verlegung des Klosters an einen sichereren Ort. 1325 beauftragte das Generalkapitel deshalb den Ebracher Abt, eine Untersuchung durchzuführen und eine Lösung vorzuschlagen. Vermutlich aus finanziellen Gründen unterblieb dann eine Verlegung. Zu einer weiteren Schädigung kam es 1361–1368, als Adelige der Umgebung sich einzelne Klostergüter aneigneten. Während der Hussitenkriege wurde das Kloster 1424 zerstört. Weitere Zerstörungen erlitt das Kloster im ungarisch-böhmischen Krieg durch Matthias Corvinus. Er übertrug 1468 das Klostergut an weltliche Adelige. 1484 war es im Besitz der Brüder von Víckov, die 1484 die Mönche vertrieben. Letzter Abt von Smilheim war Beneš. Unter dem Vorwand, das Kloster erneuern zu wollen, erwarben die Herren Kunstadt als Nachkommen des Stifters Smil, den Klosterbesitz. Der 1495 verstorbene Boček Kuna, der dem Boleradicer Familienzweig der Herren von Kunstadt angehörte, überschrieb den Klosterbesitz seiner Witwe Elisabeth/Eliška von Kammená Hora. Zu einer Erneuerung des Klosters kam es nicht mehr. Teile der ruinösen Klostergebäude dienten noch eine Zeitlang als Wirtschaftsgebäude. 
Gebäudeteile oder Ruinenreste der Klosteranlage haben sich nicht erhalten. An seiner Stelle wurde von 1749 bis 1770 das Schloss Vizovice errichtet.